# Vuelta Michoacán
El Vuelta Michoacán (oficialmente: Vuelta Internacional Ciclista Michoacán) es una carrera ciclista profesional por etapas que se realiza en el estado de Michoacán y sus alrededores en México.
Tras no realizarse en una década la carrera fue reactivada en el año 2011 como carrera no UCI y desde la edición año 2018 pasó a formar parte del UCI America Tour como competencia de categoría 2.2.

## Palmarés
| Año                       | Ganador                | Segundo            | Tercero               |
| ------------------------- | ---------------------- | ------------------ | --------------------- |
| 2011                      | Víctor García Estévez  | Carlos López       | Francisco Matamoros   |
| 2012                      | Florencio Ramos        | Bernardo Colex     | Carlos López          |
| 2013                      | Víctor García Estévez  | José Ramón Aguirre | Juan Pablo Magallanes |
| 2014                      | Juan Antonio Aguirre   | Jairo López        | Florencio Ramos       |
| 2015                      | Ignacio de Jesús Prado | Ulises Castillo    | José Manuel García    |
| 2016 edición no realizada |                        |                    |                       |
| 2017                      | Moisés Aldape          | José Ramón Aguirre | Héctor Rangel         |
| 2018                      | Nicolás Paredes        | Román Villalobos   | Óscar Eduardo Sánchez |

## Palmarés por países
| País     | Victorias |
| -------- | --------- |
| México   | 4         |
| España   | 2         |
| Colombia | 1         |